# Calcio Foggia 1920 2024-2025
Questa voce raccoglie le informazioni riguardanti il Calcio Foggia 1920 nelle competizioni ufficiali della stagione 2024-2025.

## Stagione
La stagione 2024-2025 rappresenta per il Foggia la 46ª partecipazione alla terza serie del Campionato italiano di calcio.
Il 21 giugno 2024 vengono ufficializzati Domenico Roma come nuovo direttore sportivo e Massimo Brambilla nel ruolo di allenatore, proveniente dalla Juventus NextGen. Entrambi firmano un contratto valido dal 1º luglio 2024 al 30 giugno 2025.
Il ritiro precampionato ha inizio il 20 luglio, con le prime due sedute di allenamento giornaliero presso lo Stadio Comunale "Valentino Mazzola" di San Giovanni in Fiore.
Dopo un inizio di campionato deludente, culminato nella sconfitta casalinga contro il Giugliano alla sesta giornata, il club annuncia l'esonero dell'allenatore Brambilla il 25 settembre 2024. Al momento dell'esonero, la squadra aveva raccolto 5 punti e registrava la peggior difesa del campionato, con 12 gol subiti.
Il 27 settembre 2024, la guida tecnica viene affidata a Ezio Capuano, che sottoscrive un contratto fino al 30 giugno 2025, con opzione di rinnovo. Tuttavia, l'esordio di Capuano non inverte la tendenza negativa: la squadra subisce una sconfitta nella successiva trasferta di Avellino, scivolando al penultimo posto in classifica. Dopo l'undicesima giornata, coincidente con la sconfitta a Sorrento, Capuano rassegna le dimissioni, lasciando la squadra con un bilancio di 5 punti in altrettante partite.
La squadra viene temporaneamente affidata all'allenatore in seconda, Cosimo Zangla, dopo il rifiuto di Brambilla di tornare in panchina. Successivamente, a seguito della sconfitta interna contro l'Audace Cerignola alla dodicesima giornata, il direttore sportivo Domenico Roma si dimette, mentre Zangla viene esonerato.
Dopo la tredicesima giornata, con Antonio Gentile in panchina e la sconfitta a Cava de' Tirreni, il club annuncia l'arrivo del nuovo direttore sportivo Luca Leone e di Luciano Zauri come nuovo allenatore. Nonostante un inizio promettente, la squadra si ritrova nuovamente nelle posizioni basse della classifica.
Il 31 marzo 2025, il presidente Nicola Canonico annuncia le proprie "dimissioni irrevocabili", denunciando omissioni mediatiche e rifiutandosi di finanziare le trasferte, generando un'autogestione economica da parte dei giocatori.
Dopo la sconfitta interna contro il Messina nella 37ª giornata, il 22 aprile 2025, il club esonera sia l'allenatore Zauri che il direttore sportivo Leone. La guida tecnica viene nuovamente affidata ad Antonio Gentile, che conclude la stagione con un pareggio a reti inviolate nella trasferta di Picerno alla 38ª giornata. Questo risultato non è sufficiente per ottenere la salvezza diretta: il Foggia chiude al 17º posto con 31 punti, superato dalla Casertana (32 punti) grazie alla vittoria contro il Crotone.
La salvezza viene successivamente conquistata nei playout contro il Messina, con una vittoria per 1-0 nel ritorno, grazie al gol dell'ex Emmausso.
La stagione 2024-2025 è stata caratterizzata da un'elevata instabilità tecnica e dirigenziale, con ben quattro allenatori avvicendatisi in panchina e due direttori sportivi succedutisi nel corso dell'annata.

## Organigramma societario
- Presidente: Nicola Canonico
- Vice Presidente e Direttore Generale: Emanuele Canonico
- Direttore sportivo: Domenico Roma, poi Luca Leone
- Amministratore Delegato: Michele Bitetto
- Amministratore Finanza e Controllo: Silvestro Carbotti
- Segretario Generale: Giuseppe Severo

- Allenatore: Massimo Brambilla[11], poi Ezio Capuano[12], poi Luciano Zauri
- Allenatore in seconda: Christian Terni[11], poi Cosimo Zangla[12], poi Stefano Lucchini
- Collaboratore tecnico: Alberto Pasini
- Preparatore atletico: Giuseppe Ciciriello
- Preparatore dei portieri: Domenico Botticella
- Preparatore Recupero Infortuni: Domenico Ferrazzano
- Match analyst: Piero Colangelo
- Team Manager: Diego Valente

- Responsabile staff medico sanitario: Giovanni Cristinziani
- Staff medico sanitario: Antonio Cinquesanti - Giuseppe Rabbaglietti-Antonio Rosania-Luciano Magaldi, poi Giuseppe Ricciardi, Giuseppe Rabbaglietti, Antonio Rosania, Romano Bucci e Luciano Sarni
- Fisioterapisti: Mario De Vito, Giuseppe Rinaldi e Ciro Sciotta

Area comunicazione
- Responsabile Commerciale: Giuseppe Stefanini
- Responsabile Marketing: Francesco Ordine
- Responsabile Comunicazione: Alessio Grieco
- Addetto Stampa: Valerio Palmieri
- Responsabile Stadio: Michele Di Iorio
- Magazzinieri: Luigi Boscaino e Francesco Di Stefano
- Responsabile Settore Giovanile: Andrea Carrozza
- Segretario Settore Giovanile: Luca D’Errico
- Addetto agli arbitri: Giuseppe Zichella
- Store e Biglietteria: Luigia Spinelli
- S.L.O.: Domenico Cataneo
- Fotografo Ufficiale: Federico Antonellis

## Divise e sponsor
Per il terzo anno di fila, Adidas (attraverso la fornitura di GG Teamwear) è lo sponsor tecnico dei Satanelli.
Top Sponsor è la CN Costruzioni Generali e CN Energia, facenti capo al presidente del club Nicola Canonico. Nel novero dei Il Main Sponsor  figurano: Vision Ottica MegaStore, Mercati di città, Levante Motori, "Viva La Mamma" Beretta, Rosso Gargano, Metauro Bus, De Luca Salumi.
Il 24 Agosto 2024 il Calcio Foggia 1920 presenta ufficialmente i tre kit gara per la stagione sportiva 2024/2025. La prima maglia presenta un gioco indistinto di righe verticali rosse e nere sulla parte anteriore, maniche rosse con bordo bianco.
| Casa | Trasferta | Terza divisa |

## Rosa
In corsivo i calciatori ceduti a stagione in corso. Rosa aggiornata al 3 febbraio 2025.
| N. |                    | Ruolo | Calciatore             |
| -- | ------------------ | ----- | ---------------------- |
| 1  | Italia (bandiera)  | P     | Pietro Perina          |
| 12 | Italia (bandiera)  | P     | Luca De Simone         |
| 22 | Italia (bandiera)  | P     | Victor De Lucia        |
| 2  | Italia (bandiera)  | D     | Alessandro Silvestro   |
| 3  | Italia (bandiera)  | D     | Gian Filippo Felicioli |
| 6  | Italia (bandiera)  | D     | Agostino Camigliano    |
| 13 | Italia (bandiera)  | D     | Manuel Marzupio        |
| 15 | Italia (bandiera)  | D     | Luca Ercolani          |
| 19 | Romania (bandiera) | D     | Eduard Dutu            |
| 31 | Italia (bandiera)  | D     | Emmanuele Salines      |
| 32 | Italia (bandiera)  | D     | Giulio Parodi          |
| 33 | Italia (bandiera)  | D     | Luigi Carillo          |
| 4  | Italia (bandiera)  | C     | Davide Mazzocco        |
| 5  | Italia (bandiera)  | C     | Mario Gargiulo         |
| 8  | Italia (bandiera)  | C     | Andrea Danzi           |
| 17 | Italia (bandiera)  | C     | Simone Tascone         |

| N. |                      | Ruolo | Calciatore           |
| -- | -------------------- | ----- | -------------------- |
| 20 | Italia (bandiera)    | C     | Jacopo Da Riva       |
| 21 | Argentina (bandiera) | C     | Franco Vezzoni       |
| 47 | Italia (bandiera)    | C     | Orazio Pazienza      |
| 10 | Italia (bandiera)    | C     | Antonio Gala         |
| 97 | Marocco (bandiera)   | C     | Sofian Kiyine        |
| 7  | Italia (bandiera)    | A     | Marco Zunno          |
| 9  | Italia (bandiera)    | A     | Emanuele Santaniello |
| 10 | Italia (bandiera)    | A     | Vincenzo Millico     |
| 11 | Italia (bandiera)    | A     | Francesco Orlando    |
| 14 | Italia (bandiera)    | A     | Jacopo Murano        |
| 23 | Senegal (bandiera)   | A     | Amadou Sarr          |
| 37 | Italia (bandiera)    | A     | Giuseppe Brugognone  |
| 24 | Francia (bandiera)   | A     | Mathis Touho         |
| 77 | Italia (bandiera)    | A     | Simone Ascione       |
| 90 | Italia (bandiera)    | A     | Michele Emmausso     |

## Calciomercato

### Sessione estiva(dal 01/07 al 01/09)
| Acquisti | Acquisti               | Acquisti       | Acquisti              |
| R.       | Nome                   | da             | Modalità              |
| -------- | ---------------------- | -------------- | --------------------- |
| P        | Victor De Lucia        | Virtus Entella | gratuito              |
| A        | Andrea Danzi           | Cittadella     | gratuito              |
| D        | Agostino Camigliano    | Ancona         | gratuito              |
| D        | Giulio Parodi          | Pro Vercelli   | ?                     |
| A        | Francesco Orlando      | Taranto        | gratuito              |
| A        | Giacomo Beretta        | Lecco          | fine prestito         |
| A        | Marco Zunno            | Cremonese      | prestito              |
| D        | Alessandro Silvestro   | Inter          | ?                     |
| A        | Amadou Sarr            | Inter          | prestito              |
| A        | Michele Emmausso       | Messina        | definitivo (40.000 €) |
| D        | Gian Filippo Felicioli | Pergolettese   | gratuito              |
| D        | Simone Ascione         | Venezia        | prestito              |
| A        | Jacopo Murano          | AZ Picerno     | ?                     |
| A        | Jacopo Da Riva         | Atalanta U23   | prestito              |
| C        | Mario Gargiulo         | Modena         | gratuito              |

| Cessioni | Cessioni            | Cessioni       | Cessioni                 |
| R.       | Nome                | a              | Modalità                 |
| -------- | ------------------- | -------------- | ------------------------ |
| C        | Giovanni Di Noia    | Virtus Entella | gratuito                 |
| C        | Andrea Schenetti    | Taranto        | gratuito                 |
| A        | Alberto Rizzo       | Feralpisalò    | gratuito                 |
| A        | Tommaso Nobile      | Taranto        | gratuito                 |
| A        | Riccardo Tonin      | Juve Stabia    | gratuito                 |
| A        | Carlos Embalo       | Scafatese      | gratuito                 |
| C        | Davide Riccardi     | Novara         | trasferimento definitivo |
| C        | Moses Odjer         | Pianese        | svincolato               |
| A        | Giacomo Beretta     |                | rescissione consensuale  |
| C        | Gianmarco Antonacci |                | svincolato               |
| A        | Kalifa Manneh       |                | svincolato               |
| D        | Luca Di Modugno     |                | svincolato               |
| A        | Alessandro Brancato |                | svincolato               |
| C        | Mattia Rolando      | Renate         | fine prestito            |
| A        | Luca Gagliano       | Padova         | fine prestito            |
| C        | Jacopo Martini      | Inter          | fine prestito            |
| D        | Joshua Tenkorang    | Cremonese      | fine prestito            |
| C        | Andrea Marino       | Lazio          | fine prestito            |
| C        | Mattia Fiorini      | Fiorentina     | fine prestito            |
| C        | Alessio Rossi       | Empoli         | fine prestito            |
| C        | Tomislav Papazov    | Taranto        | gratuito                 |
| C        | Gerardo Agnelli     | F.C. Pompei    | prestito                 |
| D        | Giovanni Castaldi   | Manfredonia    | prestito                 |

### Sessione invernale(dal 2/1 al 3/2)
| Acquisti | Acquisti            | Acquisti     | Acquisti                         |
| R.       | Nome                | da           | Modalità                         |
| -------- | ------------------- | ------------ | -------------------------------- |
| A        | Giuseppe Brugognone | Empoli       | prestito                         |
| D        | Eduard Dutu         | Fiorentina   | prestito                         |
| C        | Antonio Gala        | Milan Futuro | definitivo                       |
| A        | Mathis Touho        | Amiens       | prestito con diritto di riscatto |
| C        | Sofian Kiyine       | Triestina    | prestito                         |

| Cessioni | Cessioni         | Cessioni | Cessioni                         |
| R.       | Nome             | a        | Modalità                         |
| -------- | ---------------- | -------- | -------------------------------- |
| D        | Luca Ercolani    | Pianese  | definitivo                       |
| D        | Luigi Carillo    | Sorrento | definitivo                       |
| C        | Jacopo Murano    | Crotone  | prestito con obbligo di riscatto |
| C        | Mario Gargiulo   | Cosenza  | risoluzione contratto            |
| C        | Vincenzo Millico | Ternana  | definitivo                       |
| C        | Simone Ascione   | Venezia  | fine prestito                    |

## Risultati

### Serie C

#### Play-out
| Messina 10 maggio 2025, ore 15:00 CET andata | Messina                | 0 – 0 referto | Foggia | Stadio San Filippo-Franco Scoglio (6 900 spett.)\| Arbitro: \| Andrea Ancora (Roma 1) \| |
| Arbitro:                                     | Andrea Ancora (Roma 1) |               |        |                                                                                          |

| Arbitro: | Andrea Calzavara (Varese) |

|              |           |  |
| Emmausso 18’ | Marcatori |  |

### Coppa Italia Serie C
| Arbitro: | Lucio Felice Angelillo (Nola) |

|              |           |                           |
| Emmausso 87’ | Marcatori | 53’ Vázquez 75’ Bulevardi |

## Statistiche

### Statistiche di squadra
Statistiche finali
| Competizione         | Punti | In casa | In casa | In casa | In casa | In casa | In casa | In trasferta | In trasferta | In trasferta | In trasferta | In trasferta | In trasferta | Totale | Totale | Totale | Totale | Totale | Totale | DR  |
| Competizione         | Punti | G       | V       | N       | P       | Gf      | Gs      | G            | V            | N            | P            | Gf           | Gs           | G      | V      | N      | P      | Gf     | Gs     | DR  |
| -------------------- | ----- | ------- | ------- | ------- | ------- | ------- | ------- | ------------ | ------------ | ------------ | ------------ | ------------ | ------------ | ------ | ------ | ------ | ------ | ------ | ------ | --- |
| Serie C              | 31    | 17      | 5       | 5       | 7       | 19      | 24      | 17           | 2            | 5            | 10           | 15           | 27           | 34     | 7      | 10     | 17     | 34     | 51     | -17 |
| Coppa Italia Serie C | -     | 1       | -       | -       | 1       | 1       | 2       | -            | -            | -            | -            | -            | -            | 1      | -      | -      | 1      | 1      | 2      | -1  |
| Totale               | 31    | 18      | 5       | 5       | 8       | 20      | 26      | 17           | 2            | 5            | 10           | 15           | 27           | 35     | 7      | 10     | 18     | 35     | 53     | -18 |

### Andamento in campionato
| Giornata  | 1 | 2 | 3 | 4 | 5  | 6  | 7  | 8  | 9  | 10 | 11 | 12 | 13 | 14 | 15 | 16 | 17 | 18 | 19 | 20 | 21 | 22 | 23 | 24 | 25 | 26 | 27 | 28 | 29 | 30 | 31 | 32 | 33 | 34 | 35 | 36 | 37 | 38 |
| --------- | - | - | - | - | -- | -- | -- | -- | -- | -- | -- | -- | -- | -- | -- | -- | -- | -- | -- | -- | -- | -- | -- | -- | -- | -- | -- | -- | -- | -- | -- | -- | -- | -- | -- | -- | -- | -- |
| Luogo     | C | T | C | T | T  | C  | T  | -  | T  | C  | C  | C  | T  | C  | C  | T  | C  | T  | C  | T  | C  | T  | C  | C  | T  | C  | T  | C  | T  | C  | T  | C  | T  | T  | C  | T  | C  | T  |
| Risultato | N | V | P | N | P  | P  | P  | -  | N  | N  | P  | P  | P  | V  | N  | -  | N  | V  | V  | N  | P  | P  | V  | N  | P  | V  | -  | P  | N  | V  | P  | P  | P  | P  | -  | P  | P  | N  |
| Posizione | 5 | 3 | 6 | 8 | 10 | 14 | 15 | 15 | 14 | 13 | 16 | 16 | 16 | 16 | 16 | 16 | 16 | 16 | 14 | 13 | 14 | 15 | 15 | 15 | 15 | 14 | 14 | 15 | 15 | 15 | 15 | 15 | 15 | 15 | 15 | 16 | 16 | 17 |

Legenda:

Luogo: C = Casa; T = Trasferta. Risultato: V = Vittoria; N = Pareggio; P = Sconfitta.

### Statistiche dei giocatori
Sono in corsivo i calciatori che hanno lasciato la società a stagione in corso
| Giocatore      | Serie C  | Serie C | Serie C     | Serie C    | Coppa Italia Serie C | Coppa Italia Serie C | Coppa Italia Serie C | Coppa Italia Serie C | Totale   | Totale | Totale      | Totale     |
| Giocatore      | Presenze | Reti    | Ammonizioni | Espulsioni | Presenze             | Reti                 | Ammonizioni          | Espulsioni           | Presenze | Reti   | Ammonizioni | Espulsioni |
| -------------- | -------- | ------- | ----------- | ---------- | -------------------- | -------------------- | -------------------- | -------------------- | -------- | ------ | ----------- | ---------- |
| G. Felicioli   | 28       | 0       | 5           | 1          | 1                    | 0                    | 0                    | 0                    | 29       | 0      | 5           | 1          |
| A. Gala        | 12       | 2       | 1           | 0          | 0                    | 0                    | 0                    | 0                    | 12       | 2      | 1           | 0          |
| M. Touho       | 9        | 0       | 0           | 0          | 0                    | 0                    | 0                    | 0                    | 9        | 0      | 0           | 0          |
| M. Kiyine      | 9        | 0       | 2           | 0          | 0                    | 0                    | 0                    | 0                    | 9        | 0      | 2           | 0          |
| E. Dutu        | 9        | 0       | 3           | 0          | 0                    | 0                    | 0                    | 0                    | 9        | 0      | 3           | 0          |
| A. Sarr        | 19       | 1       | 3           | 0          | 1                    | 0                    | 0                    | 0                    | 20       | 1      | 3           | 0          |
| M. Gargiulo    | 16       | 0       | 2           | 0          | 0                    | 0                    | 0                    | 0                    | 16       | 0      | 2           | 0          |
| J. Murano      | 19       | 3       | 1           | 0          | 0                    | 0                    | 0                    | 0                    | 19       | 3      | 1           | 0          |
| M. Zunno       | 36       | 3       | 3           | 0          | 0                    | 0                    | 0                    | 0                    | 36       | 3      | 3           | 0          |
| D. Mazzocco    | 19       | 3       | 2           | 0          | 0                    | 0                    | 0                    | 0                    | 19       | 3      | 2           | 0          |
| J. Da Riva     | 22       | 0       | 2           | 0          | 0                    | 0                    | 0                    | 0                    | 22       | 0      | 2           | 0          |
| S. Emmausso    | 34       | 10      | 7           | 0          | 1                    | 1                    | 0                    | 0                    | 35       | 11     | 7           | 0          |
| E. Santaniello | 14       | 1       | 0           | 1          | 0                    | 0                    | 0                    | 0                    | 14       | 1      | 0           | 1          |
| A. Silvestro   | 24       | 2       | 5           | 0          | 1                    | 0                    | 0                    | 0                    | 25       | 2      | 5           | 0          |
| L. De Simone   | 0        | 0       | 0           | 0          | 0                    | 0                    | 0                    | 0                    | 0        | 0      | 0           | 0          |
| M. Marzupio    | 6        | 0       | 0           | 0          | 0                    | 0                    | 0                    | 0                    | 6        | 0      | 0           | 0          |
| O. Pazienza    | 11       | 0       | 2           | 0          | 1                    | 0                    | 0                    | 0                    | 12       | 0      | 2           | 0          |
| F. Vezzoni     | 23       | 1       | 6           | 0          | 0                    | 0                    | 0                    | 0                    | 23       | 1      | 6           | 0          |
| E. Salines     | 33       | 1       | 11          | 0          | 1                    | 0                    | 0                    | 0                    | 34       | 1      | 11          | 0          |
| F. Orlando     | 29       | 2       | 4           | 0          | 1                    | 0                    | 0                    | 0                    | 30       | 2      | 4           | 0          |
| P. Perina      | 19       | -18     | 2           | 0          | 0                    | 0                    | 0                    | 0                    | 19       | -18    | 2           | 0          |
| A. Danzi       | 17       | 0       | 3           | 1          | 0                    | 0                    | 0                    | 0                    | 17       | 0      | 3           | 1          |
| G. Parodi      | 26       | 1       | 4           | 1          | 1                    | 0                    | 0                    | 0                    | 27       | 1      | 4           | 1          |
| L. Carillo     | 10       | 0       | 2           | 0          | 0                    | 0                    | 0                    | 0                    | 10       | 0      | 2           | 0          |
| A. Camigliano  | 27       | 0       | 5           | 0          | 1                    | 0                    | 0                    | 0                    | 28       | 0      | 5           | 0          |
| V. De Lucia    | 17       | -33     | 0           | 0          | 1                    | -2                   | 0                    | 0                    | 18       | -35    | 0           | 0          |
| L. Ercolani    | 6        | 0       | 1           | 1          | 0                    | 0                    | 0                    | 0                    | 6        | 0      | 1           | 1          |
| S. Tascone     | 29       | 4       | 10          | 1          | 1                    | 0                    | 0                    | 0                    | 30       | 4      | 10          | 1          |
| V. Millico     | 19       | 0       | 3           | 0          | 1                    | 0                    | 0                    | 0                    | 20       | 0      | 3           | 0          |

## Giovanili

### Organigramma
Area direttiva
- Responsabile settore giovanile:
- Responsabile scouting:

Giovanissimi Nazionali Under 15
- Allenatore:

Primavera 
- Allenatore: Massimiliano Olivieri

Allievi Nazionali Under 17
- Allenatore:

Giovanissimi Professionisti Under 14
- Allenatore: